# Rich Brian
Rich Brian precedentemente noto come Rich Chigga, pseudonimo di Brian Imanuel Soewarno (Jakarta, 3 settembre 1999), è un rapper indonesiano.

## Carriera
Nel marzo 2016 ha pubblicato il suo singolo di debutto Dat $ tick, il quale è stato successivamente certificato oro dalla RIAA. L'anno successivo è uscito il singolo Gospel, certificato oro dalla RIAA e intraprende una tournée organizzata dalla sua etichetta chiamata 88rising Asia Tour insieme a Higher Brothers e Joji. A maggio 2017 ai Indonesian Choice Awards viene premiato come Breakthrough Artist of the Year. A cavallo tra il 2017–2018 ha intrapreso una tournee da solista chiamata Come to My Party Tour.
Il suo album di debutto in studio intitolato Amen è stato pubblicato nel febbraio 2018 e ha raggiunto la posizione numero 18 della Billboard 200 degli Stati Uniti. Il secondo album in studio di chiamato The Sailor è uscito il 26 luglio 2019. Il 25 agosto dell'anno seguente ha pubblicato un EP intitolato 1999. Con la contestuale pubblicazione del secondo disco, ha effettuato un tour chiamato
The Sailor Tour.

## Discografia

### Album in studio
- 2018 – Amen
- 2019 – The Sailor

### EP
- 2019 – 1999
- 2022 – Brightside

### Singoli
- 2016 – Dat Stick (come Rich Chigga)
- 2016 – Who That Be (come Rich Chigga)
- 2016 – Seventeen (come Rich Chigga)
- 2017 – Back at It (come Rich Chigga)
- 2017 – Gospel (come Rich Chigga, con Keith Ape e XXXTentacion)
- 2017 – Glow Like Dat (come Rich Chigga)
- 2017 – Chaos (come Rich Chigga)
- 2017 – Crisis (come Rich Chigga, con 21 Savage)
- 2018 – See Me
- 2018 – 18 (con Kris Wu, Joji, Trippie Redd, e Baauer)
- 2018 – Watch Out
- 2018 – History (con 88rising)
- 2019 – Yellow (feat. Bekon)
- 2019 – Kids
- 2019 – These Nights (con 88rising e Chungha)
- 2020 – Bali (con Guapdad 4000)
- 2020 – Love in My Pocket
- 2020 – Don't Care
- 2021 – Sydney
- 2021 – California (con Niki e Warren Hue)
- 2021 – Lazy Susan (con 21 Savage, Warren Hue e MaSiWe)
- 2021 – New Tooth
- 2022 – C'est la Vie (con Yung Gravy e bbno$)
- 2022 – Vivid (con Snot)
- 2025 – Little Ray of Light
- 2025 – Butterfly

### Collaborazioni
- 2016 – Turbo Thot 3000 (MaxxJamez feat. Parade, Klimatic Jay, Boy Gwaan, e Rich Chigga)
- 2017 – Bankroll (Diplo feat. Rich Chigga, Young Thug, e Rich the Kid)
- 2018 – Midsummer Madness (88rising feat. Joji, Rich Brian, Higher Brothers, e 8 August)
- 2019 – Zombie (Higher Brothers feat. Rich Brian)
- 2019 – Titanic (Jackson Wang feat. Rich Brian)
- 2020 – Time Machine (Diamond Pistols feat. Rich Brian)
- 2021 – Edamame (bbno$ feat. Rich Brian)
- 2021 – Run It (DJ Snake feat. Rick Ross e Rich Brian)